# Basilica dei Santi Cosma e Damiano
La basilica diaconale dei Santi Cosma e Damiano è un luogo di culto cattolico di Roma, il primo sorto nell'area del Foro Romano. La basilica, dedicata ai due fratelli arabi, medici, martiri e santi Cosma e Damiano, è situata nel Tempio della Pace. Ha la dignità di Basilica minore.
Nonostante la basilica non sia tra le mete turistiche più blasonate della città, mantiene una forte rilevanza a livello istituzionale: la Basilica dei Santi Cosma e Damiano è infatti la casa madre del terzo ordine regolare francescano fin dal 1512.

## Storia

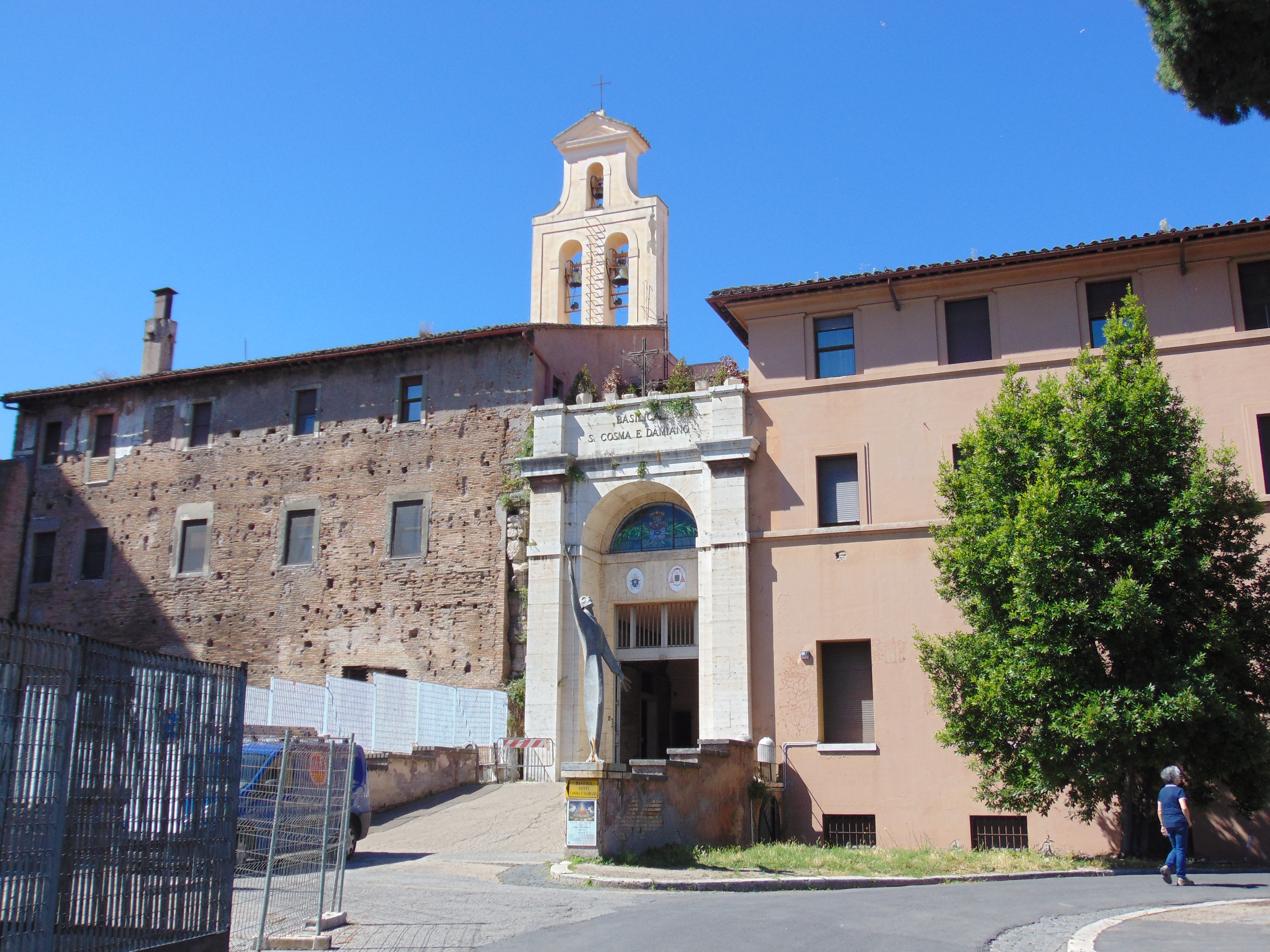
L'ingresso della basilica su via dei Fori Imperiali

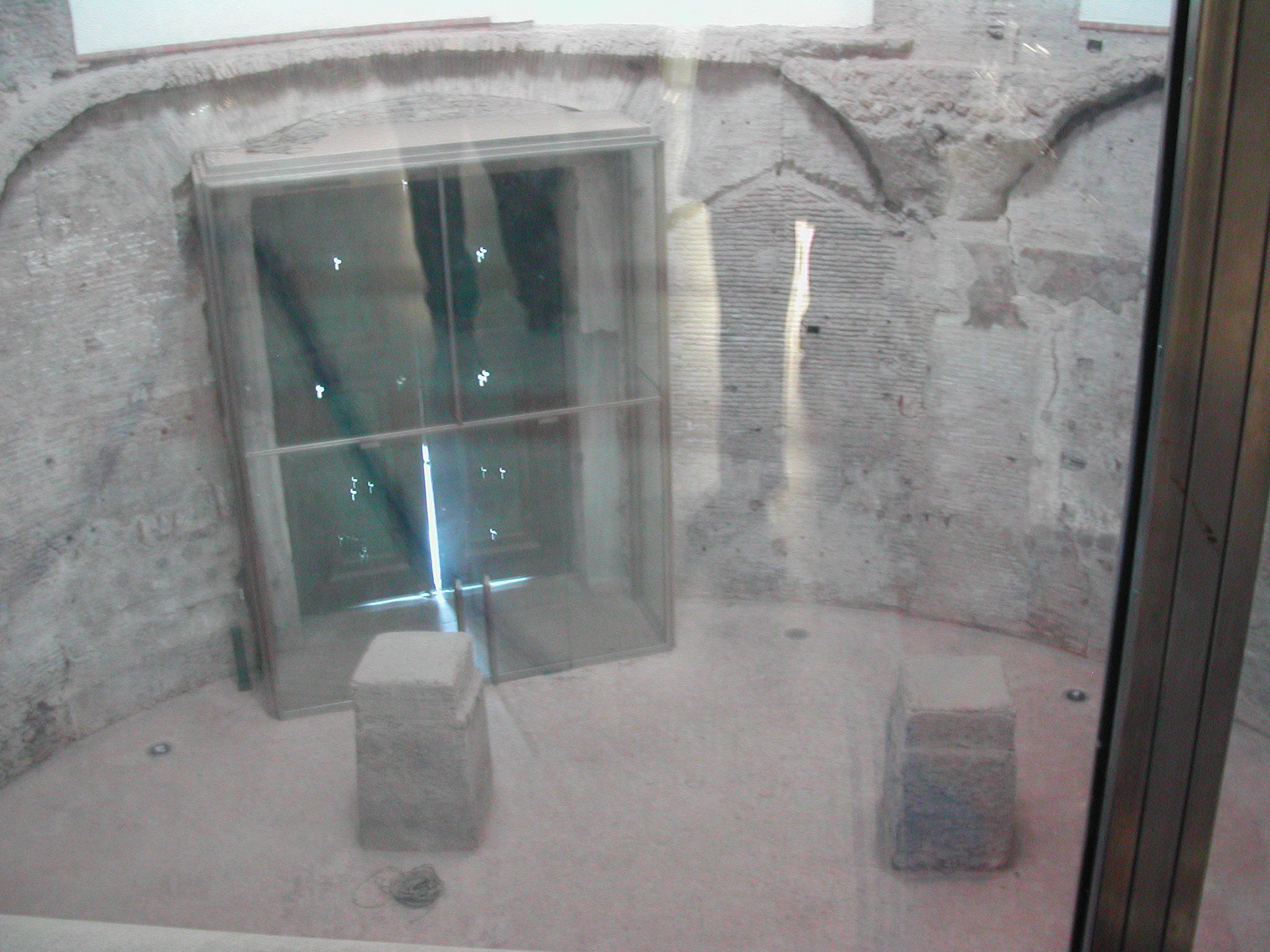
Il "tempio del Divo Romolo" visto dall'interno della chiesa

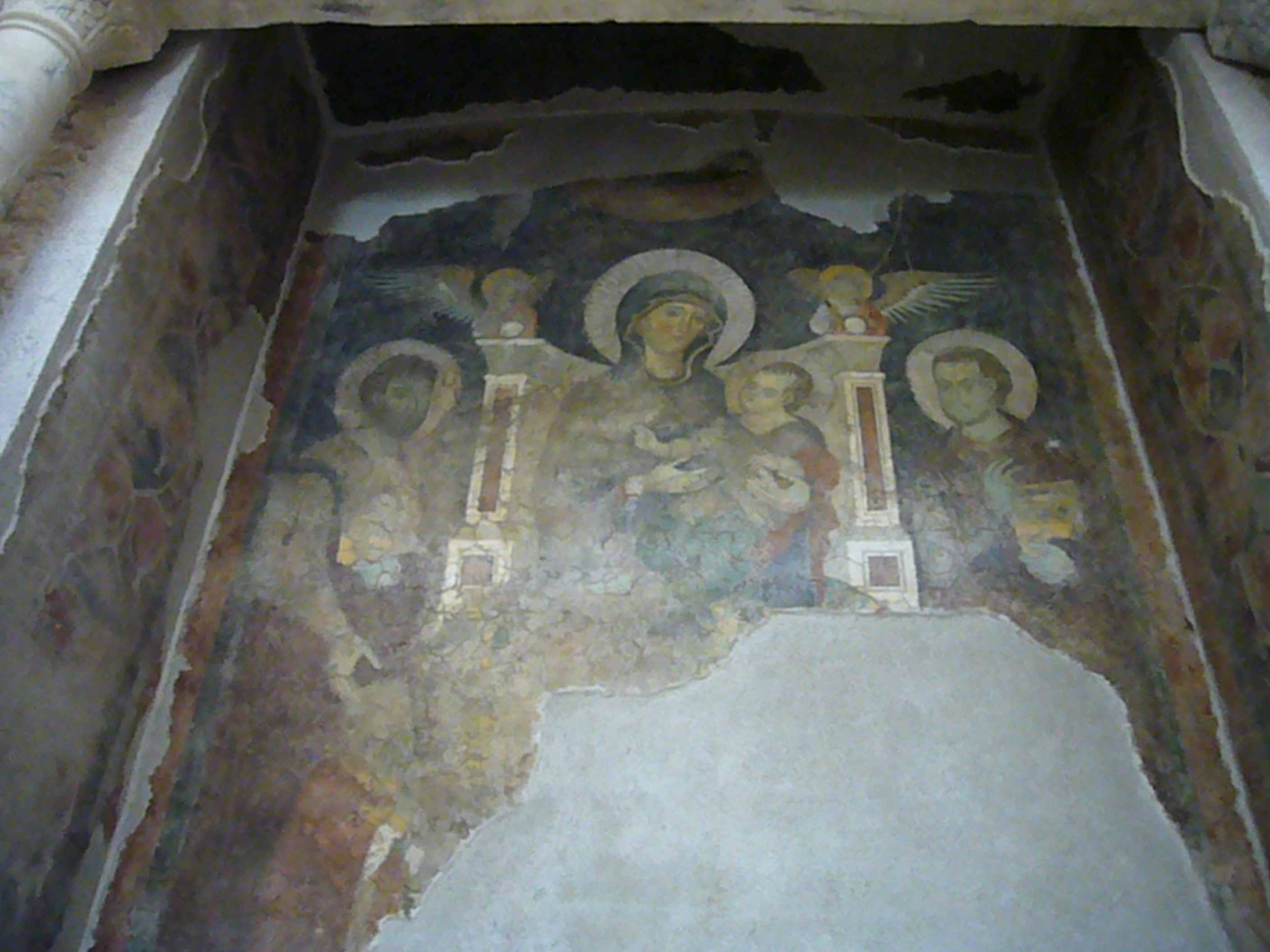
Vecchio altare della Madonna in trono con i santi titolari

L'area in cui oggi sorge la Basilica era occupata fin dall'epoca romana da edifici di culto e di utilità sociale. Il rovinoso incendio nel 64 a.C.. distrusse però gran parte degli edifici del Foro Romano, che vennero ricostruiti solo in seguito alla vittoria di Roma nella guerra giudaica. In questo esatto luogo l'imperatore Vespasiano fece costruire un complesso conosciuto come il Foro della Pace, con intento celebrativo, che comprendeva un piccolo tempio, le fontane e la biblioteca Pacis, una grande sala con pianta rettangolare. In seguito l'imperatore Massenzio decide di ampliare il complesso, ed all'inizio del IV secolo fa costruire a fianco alla biblioteca un grande edificio a pianta rotonda a cui si accedeva direttamente dal Foro Romano. La leggenda narra che il tempio fosse più che altro un monumento funebre, costruito dall'imperatore per l'adorazione del suo stesso figlio, morto prematuramente, ed era infatti chiamato Tempio del divo Romolo.
Il tempio venne donato da Teodorico il Grande re degli Ostrogoti, e da sua figlia Amalasunta nel 527 a papa Felice IV, insieme alla biblioteca del Foro della Pace. Il papa unì i due edifici per formare una basilica dedicata ai due santi greci, Cosma e Damiano, in contrasto con l'antico culto dei Dioscuri, Castore e Polluce, che erano stati venerati sino alla chiusura nel vicino tempio situato nel Foro Romano. Proprio in contrasto alla coppia di fratelli venerati nell'era pagana del tempio, il Papa decide di dedicare la nuova Basilica ad un'altra coppia di fratelli, martiri della religione cristiana: Cosma e Damiano, due medici dell'Asia Minore che nel nome di Dio soccorrevano i più poveri e fornivano cure mediche a chiunque ne avesse bisogno. La scelta di contrapporre alla coppia dei Dioscuri una seconda coppia vuole ancora una volta accentuare il cambiamento dell'edificio, dal paganesimo alla cristianità, e per rendere ancora più forte questa idea le reliquie dei due Santi vengono fatte trasportare a Roma e collocate sotto l'altare. La basilica ha da subito un'importanza fortemente simbolica, poiché rappresenta il primo edificio di culto cristiano all'interno dell'area del Foro Romano, vero e proprio simbolo del potere e della socialità della Roma imperiale. Il maestoso mosaico absidale ha proprio funzione celebrativa di questo grande cambiamento, realizzato con materiali pregiati è uno dei mosaici più importanti per gli studiosi della storia dell'arte, è uno degli ultimi esempi di arte bizantina.

### Nel medioevo
Proprio in onore ai suoi patroni, la chiesa ha sempre svolto una funzione sociale importante: nel medioevo, ad esempio, la basilica dei Santi Cosma e Damiano era un vero e proprio centro di aiuto per i più bisognosi, dove veniva offerta assistenza e riparo non solo ai poveri della città, ma anche ai pellegrini in viaggio. In particolare la basilica era un luogo chiave del culto mariano. La leggenda narra che papa Gregorio Magno stesse passando di qui, quando ebbe la visione della Madonna che gli disse: "Gregorio, perché non mi saluti più, come facevi sempre?”.
Nel IX secolo vennero collocati nella chiesa i busti dei santi Marco e Marcelliano, che vennero riscoperti nel 1583 durante il pontificato di papa Gregorio XIII.
Nel 760 d.C. è un altro papa a incrociare il suo destino con quello della basilica: Paolo I infatti decide di costrurire sulla destra della basilica l’Oratorio di San Pietro in Silice, il luogo con il tempo diventa un luogo chiave della venerazione di San Felice e si credeva che la sua acqua miracolosa avesse il potere di guarire i fedeli, richiamando persone da tutta Roma.
Nel 1512 la chiesa fu concessa al Terzo Ordine Regolare di San Francesco (T.O.R.), che tuttora la officia. Annessa vi è la casa generalizia dell'ordine.

### La restaurazione di Urbano VIII
I lavori di ammodernamento e sistemazione della basilica iniziarono già sotto il pontificato di Clemente VIII, in particolare si effettuarono dei lavori atti alla protezione ed alla stabilizzazione dell'edificio. Anche lo spazio interno della chiesa venne ridisegnato: a partire dalla navata centrale, sui lati, vennero sviluppate sette cappelle minori: Cappella della Crocifissione, la Madonna, S. Antonio, S. Francesco d’Assisi, S. Barbara, S. Alessandro, S. Rosa.
Nel 1632 papa Urbano VIII ordinò il restauro della basilica. Il lavoro, progettato da Orazio Torriani e diretto da Luigi Arrigucci, consisté nel rialzamento di ben 7 m del livello del terreno, che fu quindi portato alla quota del Campo Vaccino, in modo da evitare infiltrazioni d'acqua. L'antico pavimento della basilica è tutt'oggi visibile nella "chiesa inferiore", costituita negli spazi originari attualmente interrati. Anche le vecchie mura romane sono state rimodellate e ricostruite, mentre sono stati costruiti e annessi il monastero ed il cortile porticato, arrivando alla sua forma attuale. Per firmare questa sua opera, Papa urbano VIII fa inserire il suo stemma papale nel nuovo soffitto a cassettoni della basilica.
Nel 1947 la vecchia entrata attraverso il cosiddetto "tempio di Romolo" venne chiusa e sostituita da un nuovo ingresso realizzato su via dei Fori Imperiali. Contemporaneamente il tempio di Romolo fu ripristinato nello stato di epoca romana.

## Struttura ed opere d'arte

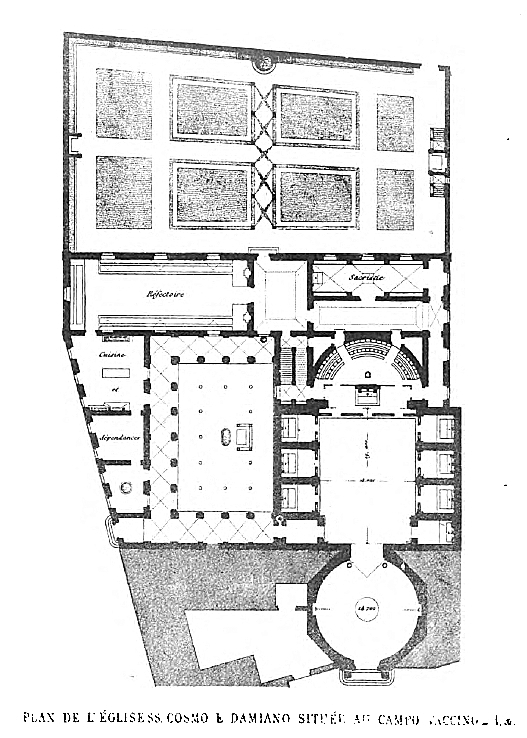
Pianta del complesso

Vicino alla nuova entrata del complesso ci sono due stanze, con la pavimentazione marmorea originale del Foro della Pace ed il muro su cui erano affisse le 150 lastre di marmo che componevano la Forma Urbis Romae. Oltre mille frammenti delle lastre furono rinvenute in periodo rinascimentale ed in alcuni casi furono copiate in Vaticano. La pianta della basilica venne concepita in accordo con le norme della Controriforma: una singola navata, con tre cappelle per lato, ed una grande abside, che ora risulta fuori misura per via del restauro eseguito nel XVII secolo: l'arco posto in fondo alla chiesa risulta ora molto più piccolo di ciò che era un tempo.
La rappresentazione pittorica della Madonna col bambino posta dietro all'altare dovrebbe risalire al XIII secolo, così come l'insolito affresco del Cristo in croce che si trova nella prima cappella.
Anche l'organo, posizionato in altro sulla parete opposta all'abside, dove si trova il mosaico, è di fattezza pregiata e di origine antica, probabilmente contemporaneo alle ristrutturazione del 1632.

### Il mosaico absidale
Il catino dell'abside fu decorato intorno al 530 a mosaico con una scena rappresentante l'accoglienza nei Cieli dei due santi titolari della chiesa. Al centro domina la figura del Cristo con un rotolo nella mano sinistra e con la destra indicante una stella, rialzato rispetto alle altre figure e poggiante su nuvolette rosse e bluastre, che invadono anche il cielo blu alle sue spalle, mentre ai suoi lati su un idilliaco praticello si dispongono Paolo, san Cosma e papa Felice IV che offre il modellino della chiesa a sinistra e, a destra, Pietro, san Damiano e Teodoro. Nel tamburo sottostante sono rappresentati gli apostoli sotto forma di pecore.
Si tratta di una rappresentazione di grande potenza espressiva, frutto della capacità di un maestro che guarda a esempi del V secolo cercando di sintetizzarli in una composizione innovativa, che utilizza l'euritmia della disposizione delle grandi figure, la gestualità (si veda la mano di san Pietro che si poggia affettuosamente su quella di san Damiano) e l'espressività un poco congelata ma fortemente caratterizzata dei volti per risolvere con efficacia il problema di una rappresentazione a sette figure, spesso resa difficile dalla necessità di contenere tutte le immagini senza rinunciare alla loro visibilità dalla distanza. Secondo Guglielmo Matthiae, questo artista detta addirittura un modulo rappresentativo destinato per parecchi decenni a divenire normativo a Roma (si vedano in primis per esempio i mosaici dell'abside di Santa Prassede e della non lontana chiesa di San Teodoro), ma di fatto non più compreso nella sua volontà di cogliere – attraverso la rielaborazione moderna di strumenti stilistici datati (la megalografia, le nuvolette cromatiche, lo squadro delle figure) e per certi punti tangenti alle coeve soluzioni ravennati – il momento dell'ingresso dei due santi taumaturghi nel consesso dei Cieli. La svolta successiva del mosaico romano sarà infatti del tutto più consona all'astrattizzazione d'influenza bizantina (absidi di Sant'Agnese o Santo Stefano Rotondo), ciò che fa di questo mosaico forse l'ultimo capolavoro della pittura romana paleocristiana.

### Il presepe

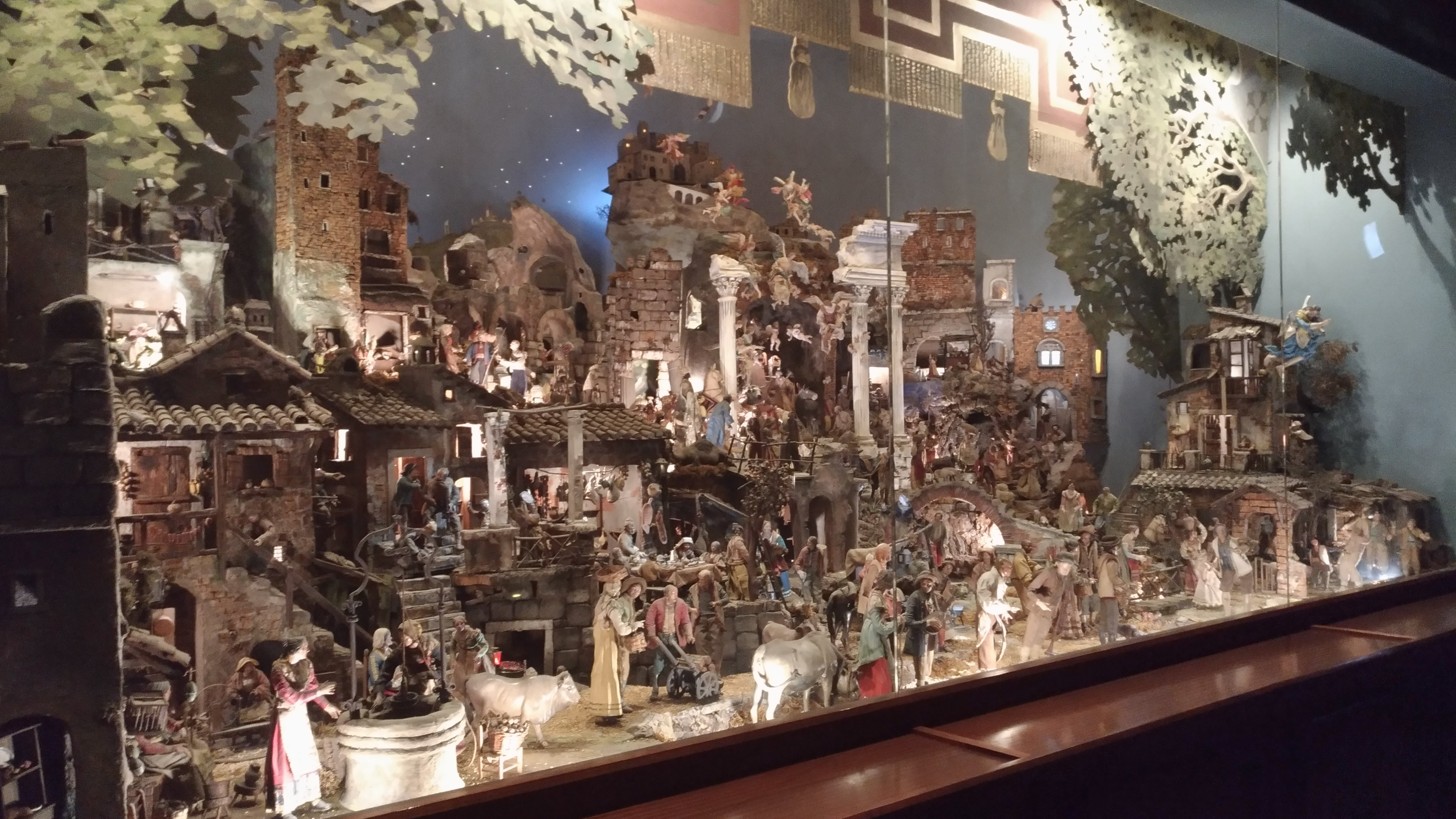
Il presepe settecentesco della basilica

Il presepe della basilica è di tipo napoletano, nonostante sia ambientato nella Roma settecentesca, e risale al XVIII secolo. Come riportato da una targa marmorea posta nella stanza in cui il presepe è conservato, esso è stato donato alla basilica dai coniugi napoletani Enrico Cataldo e Raffaella Perricelli nel 1939. Nel 1988 il presepe è stato vittima di vandalismo ed alcuni suoi elementi sono stati rubati da ignoti, è stato quindi rimosso per un po' di tempo per procedere alla restaurazione di Giulio Strauss, il quale ha provveduto anche a reintegrare gli elementi mancanti, il presepe è di nuovo in esposizione dal 1994.
La scena è verosimilmente ambientata nel Foro Romano in epoca moderna.